# 光れ隻眼〇.〇六
『光れ隻眼〇.〇六・弱視教室の子供たち』（ひかれせきがんれいてんれいろく じゃくしきょうしつのこどもたち）は、1990年2月20日に日本テレビ系列「カネボウヒューマンスペシャル」枠で放送されたテレビドラマ。

## 概要
原作は鈴木月美作『光れ隻眼〇.〇六』（第10回読売「女性ヒューマン・ドキュメンタリー大賞」入選)。バップからVHSも発売されていた(VPVX-62265)。
宮城県白石市を舞台に、晴眼児との統合教育を目指す弱視学級教諭の大木陽子が、弱視教室に入学するべく転校してきた片目を失明しもう片方の目の視力が0.06である昭一や進行性の眼疾でいずれ失明する運命を抱える舞らとの出会いを通し、共感を抱いて情熱を注ぐ女性教師の姿を描く。

## スタッフ
- 脚本 - 今野勉
- 演出 - 祖父江信太郎
- 音楽 - 佐藤允彦

### キャスト
- 陽子 - 岸本加世子[1]
- 昭一の母 - 泉ピン子[1]
- 舞の母 - 中田喜子[1]
- 布施博
- 中垣克麻
- 早勢美里
- 安孫子里香
- 尾羽智加子
- 樋浦勉
- 塚本信夫
- 小野武彦
- 西岡徳馬
- 山谷初男